# إسراء أورال
إسراء أورال (بالتركية: Esra Ural؛ مواليد 18 أغسطس 1991) هي لاعبة كرة سلة تركية.
بدأت إسراء مسيرتها الاحترافية في سنة 2011. يبلغ طولها 6 قدم 6 بوصة (2.0 م).
مثلت منتخب بلادها في دورة الألعاب الأولمبية الصيفية سنة 2016. لعبت مع نادي فنربخشة في الدوري التركي.

## الإنجازات

### مع الأندية
- الدوري التركي: مرتين (2018، 2019)
- كأس تركيا: مرتين (2019، 2020)
- كأس الجمهورية: مرة واحدة (2019)

## روابط خارجية
- إسراء أورال على موقع الاتحاد الدولي لكرة السلة (الإنجليزية)
- إسراء أورال على موقع كرة السلة الأوروبية.كوم (الإنجليزية)
- إسراء أورال على موقع بروبوليرز (الإنجليزية)
- إسراء أورال على موقع أوليمبيديا (الإنجليزية)